# Tantilla briggsi
Tantilla briggsi – gatunek węża z rodziny połozowatych (Colubridae). Endemit południowego Meksyku.

## Systematyka
Dzisiejsza systematyka zalicza ten gatunek do rodziny połozowatych. Nie uległa ona w przeciągu ostatnich lat dużym zmianom. Starsze źródła również umieszczają go w rodzinie Colubridae, choć używana jest tutaj polska nazwa wężowate czy też węże właściwe, zaliczanej do infrapodrzędu Caenophidia, czyli węży wyższych. W obrębie rodziny rodzaj Tantilla wchodzi w skład podrodziny Colubrinae.

## Rozmieszczenie geograficzne
Gad ten zalicza się do endemitów, występuje bowiem jedynie w meksykańskim stanie Oaxaca, na karaibskich zboczach przesmyku Tehuantepec i w jeszcze jednej pobliskiej lokalizacji. Miejsce typowe znajduje się na wysokości 90–100 m n.p.m.
Siedlisko tego zauropsyda stanowią lasy tropikalne, na pewno wilgotne, a prawdopodobnie również suche.

## Zagrożenia i ochrona
O statusie populacji i jej trendach niewiele wiadomo, bowiem gatunek jest znany jedynie z dwóch osobników.
Prawo obowiązujące w Meksyku obejmuje rzeczony gatunek ochroną, zaliczając go do kategorii A (zagrożony).